# Snäppflugor
Snäppflugor (Rhagionidae) är en familj i insektsordningen tvåvingar som hör till underordningen flugor. Det finns cirka 500 kända arter varav 16 förekommer i Sverige.

## Kännetecken
Snäppflugor är slanka och långbenta flugor, ofta grå eller gulbruna i färgen. För de arter som förekommer i Sverige varierar storleken mellan 2 och 13 millimeter. Mundelarna är stickande och sugande. Antennerna är korta och har tre segment. Vingarna är ganska breda och tydligt ådrade. Vingarna är oftast genomskinliga, eller genomskinliga med mörkare fläckar. Ofta finns en liten mörk fläck vid framkanten på vingen. Några arter är mörka.

## Levnadssätt
Snäppflugor har som andra tvåvingar fullständig förvandling, det vill säga har en livscykel som omfattar utvecklingsstadierna ägg, larv, puppa och imago. Hos vissa arter lever de fullbildade flugorna på nektar medan andra är rovlevande och tar andra små insekter. Till de rovlevande snäppflugorna hör till exempel arter i släktet Rhagio och Chrysopilus. I släktet Symphoromyia finns arter som är blodsugande och biter däggdjur, inklusive människor.
Larverna är rovlevande och lever i murken ved, i jorden eller bland multnande växtdelar.

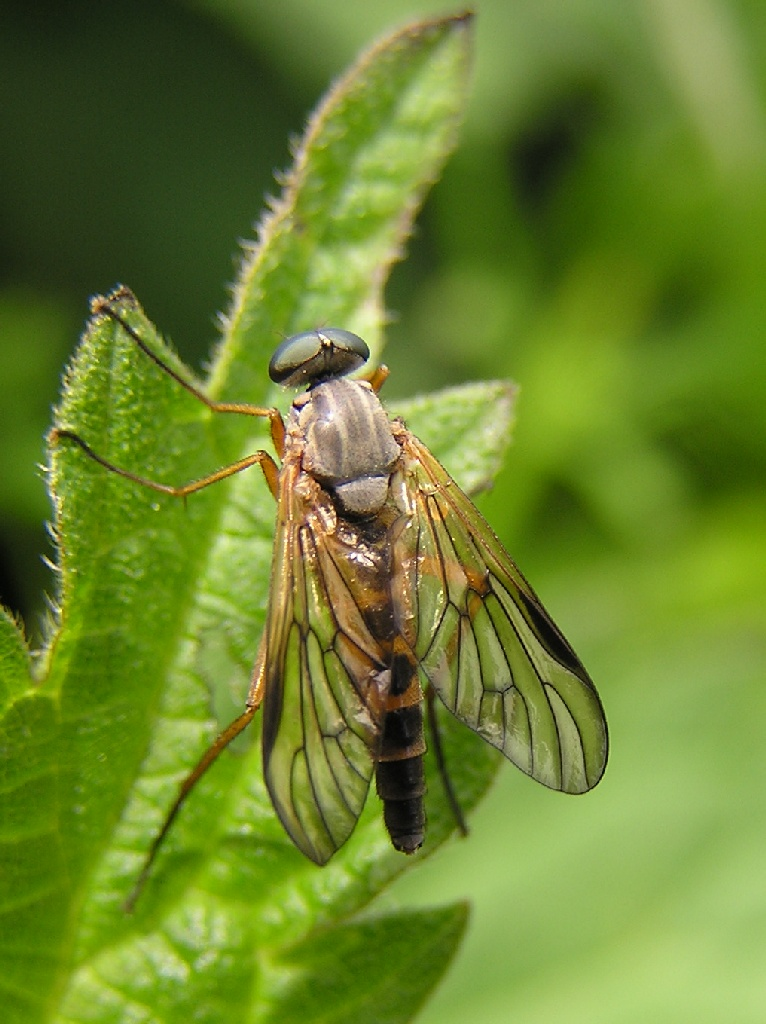
Rhagio vitripennis
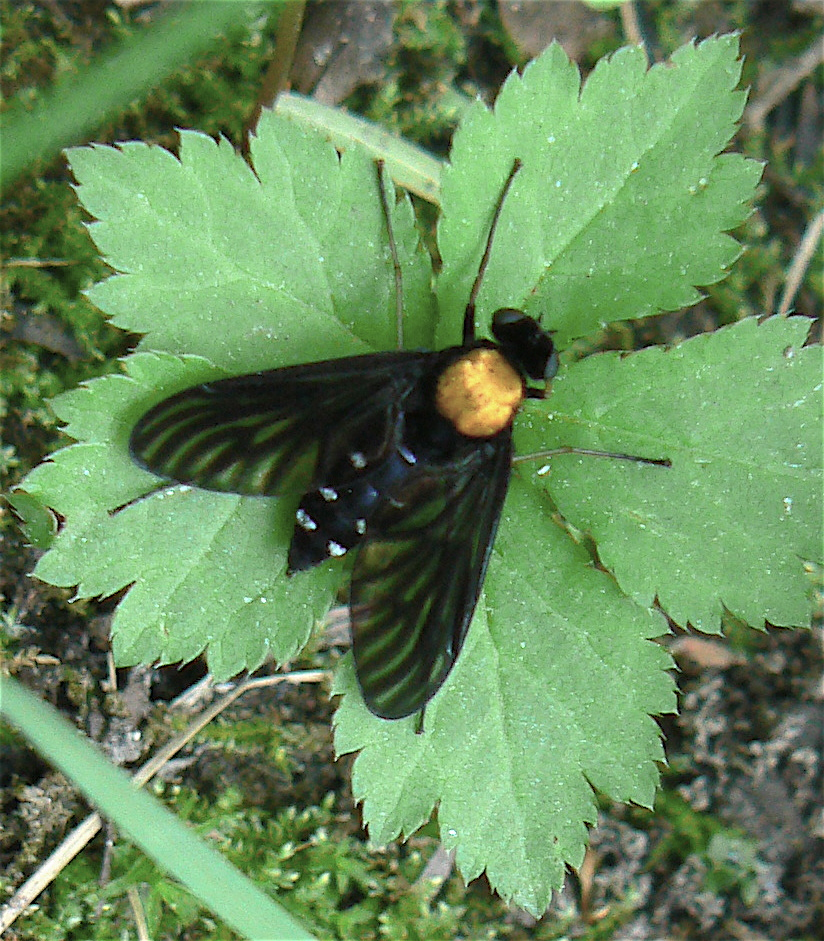
Chrysopilus thoracicus
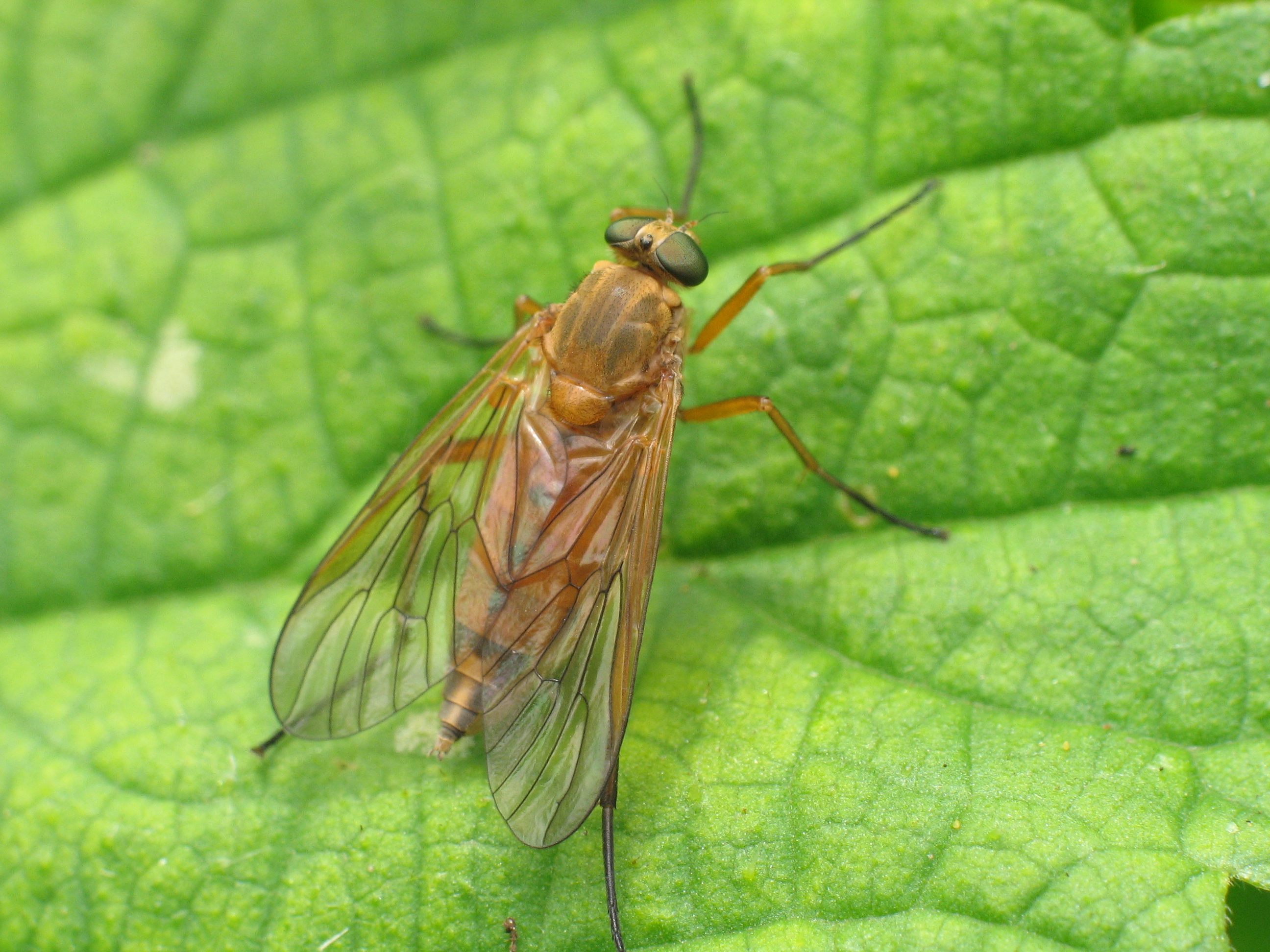
Symphoromyia immaculata